# オヨネーズ
オヨネーズは、元殿さまキングスのリーダーである長田あつしと杏しのぶの男女デュオであったが、2014年に長田が死去。長田の死去ののち、元殿様キングスの宮路オサムと共演することもあったが、オヨネーズの正式なクレジットがあったかは不明。

## 来歴
1989年に結成。同年に発売され90万枚を売り上げた東北弁のデュエット曲「麦畑」の歌手として有名である。
グループ名は「オヨネ」という人名に因んでおり、マヨネーズとは無関係。
農業をキーワードにした歌や人生の応援歌などを何曲も発表しており、関西方面を中心にテレビなどにも出演している。
その後、長田あつしが病気療養のため、杏しのぶ単体で活動していたが、長田は2014年8月2日に73歳で死去した。なお、長田がリーダーを務めていた殿さまキングスのメンバー・宮路オサムと杏しのぶでコンビを組むこともあった。死後に宮路は、療養中の長田から「麦畑」を歌うように勧められていたことを明かしている。

## ディスコグラフィー
シングル
- 麦畑（1989年8月21日）
- 小麦ちゃん〜それからの麦畑〜（1990年3月1日）
- 憧れのハワイ空路（1990年9月21日）
- 白樺の誓い（1991年8月21日）
- ?がナニしてなんとやら（1992年5月21日）
- 米米SHOW歌（1993年6月23日）
- 蛍の光窓の雪（1994年2月23日）
- ザ・明石海峡大橋（1997年3月21日） - 明石海峡大橋のイメージソング。
- へのへのもへじ（1998年2月21日）
- 麦畑・パート2（2000年11月22日）
- わたし痩せたいわ!（2001年8月22日）
- 何がなんでも阪神タイガース（2002年6月5日）
- 元気っていいな（2003年6月25日）
- おすしdeルンバ（2004年6月23日）
- およね恋情話（2004年12月22日）
- 麦ふみタンボ（2006年4月5日）vｖは;再収録シングル
- 麦畑（1998年9月23日） - カップリングに晴山さおりの「一円玉の旅がらす」を収録したスプリット・シングル。
- 麦畑/麦畑・パート2（2006年12月6日）

アルバム
- 愛の方言デュエット集〜麦畑・小麦ちゃん〜（1990年3月21日）
- BEST OF オヨネーズ（1990年4月21日）
- ランバダ『麦畑』'90（1990年10月21日）
- BEST ONE 麦畑/オヨネーズ（1990年11月25日）
- オヨネーズ・ヒットアルバム 白樺の誓い（1991年9月21日）
- オヨネーズ 超×2 Best（2002年9月21日）
- オヨネーズ ベストアルバム（2008年11月19日）

## 主なテレビ出演

### テレビ番組
- 歌のトップテン（日本テレビ）
- 年忘れにっぽんの歌（テレビ東京）
- 夏祭りにっぽんの歌（テレビ東京）
- 生×カラ!TV（サンテレビ）
- 木曜8時のコンサート〜名曲!にっぽんの歌〜（テレビ東京）

### テレビCM
- ファミリーマート（1989年-1990年頃）
  - 「麦畑」がCMソングとして採用された。